# 多丰铁路
多丰铁路又称塔多铁路，北起锡盟多伦县与锡多铁路相连，南止于河北省丰宁县塔黄旗站经虎丰张唐联络线与张唐铁路、虎丰铁路、京通铁路相接。多丰铁路可吸引锡盟煤田经张唐铁路在曹妃甸下海，也可打通锡林浩特客运进京的通道。 多伦至丰宁北（上黄旗）段已于2016年12月28日开通运营，其余段原本预计于2017年5月开通，但最终于2019年12月24日开通。

## 线路
自多伦站东端引出，经大骡子沟站、丰宁北站、塔黄旗站，终至河北省丰宁县天桥站，与既有天桥至虎什哈铁路（虎丰铁路一期工程）接轨。塔黄旗至多伦段均属呼和浩特局集团。

## 历史
原全长121.6公里，总投资12亿元。由大唐国际发电股份有限公司投资。是虎蓝铁路的组成部分。2007年11月份开工建设。2009年底全线贯通。
多丰铁路电化改造、新增复线建设。其中新增线路145.001km。新建桥梁46座，隧道22座，改建车站4座。总投资66.09亿元。2012年1月完成可行性报告。